# 斑纹田鸡
，是鹤形目秧鸡科的一种鸟类，属于单型的斑纹田鸡属（学名：Aenigmatolimnas）。

## 特征
斑纹田鸡体重约51.2克，翼长约10.42厘米，喙宽度约3.4毫米，喙厚度约6.3毫米，嘴峰长约19.8毫米，跗蹠长约34.8毫米，尾长约46.6毫米。
斑纹田鸡具有部分的迁徙性，栖息在草地，它们是食肉动物，主要以鱼类、甲壳动物、软体动物等水生动物为食。它们分布在撒哈拉以南非洲。